# Kay Wehner
Kay Wehner (* 12. Februar 1971 in Eisenhüttenstadt) ist ein ehemaliger deutscher Fußballtorhüter.
Wehner spielte in seiner Jugend in seiner Heimatstadt bei Aufbau Eisenhüttenstadt und danach beim EFC Stahl. Dort war er Torhüter der Regionalligamannschaft und stand 100-mal im Tor, bis er 1995 nach Cottbus zum FC Energie wechselte. Dort wurde er zum Stammtorwart und erlebte in der Saison 1996/97 einen Höhepunkt seiner Karriere. Zum einen gelang den Cottbusern in diesem Jahr der Aufstieg von der Regionalliga in die 2. Bundesliga. Zum anderen erreichten sie das Finale des DFB-Pokals, wobei Wehner in zwei Partien als „Elfmetertöter“ zum Pokalhelden der Brandenburger wurde.
Nach einem erfolgreichen Zweitligajahr warf ihn im Sommer 1998 ein Kreuzbandriss weit zurück. Sein Ersatz Tomislav Piplica setzte sich als Stammtorhüter durch und nachdem er es sich auch noch mit dem Trainer Eduard Geyer verscherzt hatte, verließ er nach einem Jahr ohne jeden Einsatz Cottbus.
Beim 1. FC Union Berlin konnte er als Nachfolger des ausgemusterten Publikumslieblings Oskar Kosche nicht recht Fuß fassen und so wechselte er bereits in der Winterpause 2000/01 wieder in den Süden zum bayerischen Regionalligisten Wacker Burghausen. Dort konnte er sich endlich wieder als souveräne Nummer 1 etablieren und in der Saison 2001/02 gelang ihm mit den Oberbayern zum zweiten Mal in seiner Karriere der Aufstieg in die 2. Bundesliga. Danach hatte er ein weiteres erfolgreiches Zweitligajahr, bevor er ab 2003 mit dem erstligaerfahrenen Uwe Gospodarek Konkurrenz um den Platz zwischen den Pfosten bekam.
Ab 2004 war er bei den Burghausern Ersatztorhüter der ersten Mannschaft, spielte aber des Öfteren auch in der zweiten Mannschaft in der Bayernliga und fungierte zudem als Torwarttrainer für den Vereinsnachwuchs. Ab Juli 2009 trainiert Wehner als Co-Trainer die erste Mannschaft des DJK Emmerting. Von 2010 bis 2012 war er Trainer der ersten und zweiten Mannschaft des DJK Emmerting. Von 2012 bis 2017 war Wehner für den oberbayerischen Landesligisten SV Erlbach als Torwarttrainer tätig.

## Statistik

### Stationen
- Aufbau Eisenhüttenstadt (1981 bis 1985)
- Stahl Eisenhüttenstadt (1985 bis 1995)
- FC Energie Cottbus (1995 bis 1999)
- 1. FC Union Berlin (1999 bis 2000)
- Wacker Burghausen (2001 bis 2007)

### Einsätze
(Stand 30. April 2007)
2. Bundesliga
| Einsätze | Tore | Saison    | Verein             |
| -------- | ---- | --------- | ------------------ |
| 34       | 1    | 1997/98   | FC Energie Cottbus |
| 41       | –    | 2002–2004 | Wacker Burghausen  |
| 75       | 1    | gesamt    | gesamt             |

Regionalliga Süd
| Einsätze | Tore | Saison    | Verein            |
| -------- | ---- | --------- | ----------------- |
| 46       | –    | 2000–2001 | Wacker Burghausen |

### Titel / Erfolge
- Aufstieg in die 2. Bundesliga 1997 mit Energie Cottbus
- Aufstieg in die 2. Bundesliga 2002 mit Wacker Burghausen
- DFB-Pokalfinale 1997 mit Energie Cottbus